# Aedes cinereus
Aedes cinereus é um espécie de mosquito do género Aedes, pertencente à família Culicidae.